# ديريك بورغس
ديريك بورغس (بالإنجليزية: Derrick Burgess)‏ هو لاعب كرة قدم أمريكية أمريكي، ولد في 12 أغسطس 1978 في ليك سيتي في الولايات المتحدة.

## وصلات خارجية
- ديريك بورغس على موقع مرجع كرة القدم المحترفة.كوم (الإنجليزية)